# Selección de fútbol sub-17 de las Islas Vírgenes Británicas
La selección de fútbol sub-17 de las Islas Vírgenes Británicas es el equipo que representa al país en la Copa Mundial de Fútbol Sub-17 y en el Campeonato Sub-17 de la Concacaf, y es controlada por la Asociación de Fútbol de las Islas Vírgenes Británicas.

## Estadísticas

### Mundial Sub-17
- de 1985 a 1999 : No participó
- de 2001 a 2025 : No clasificó

### Campeonato Sub-17 de la Concacaf
- de 1983 a 1999 : No participó
- de 2001 a 2013 : No clasificó